# Santa Margherita di Belice
Santa Margherita di Belice là một đô thị của tỉnh Agrigento ở vùng Sicilia, có vị trí cách khoảng 60 km về phía tây nam của Palermo và khoảng 60 km về phía tây bắc của Agrigento. Vào thời điểm ngày 31 tháng 12 năm 2004, đô thị này có dân số 6.647 người và diện tích là 67 km².
Santa Margherita di Belice giáp các đô thị sau: Contessa Entellina, Menfi, Montevago, Salaparuta, Sambuca di Sicilia.
Năm 1968, một trận động đất lớn đã phá hủy thị trấn này. Một thị trấn mới đã được xây lại gần thị trấn cũ. Nhiều công trình bị động đất phá hủy hiện vẫn còn đứng ở đó, bao gồm cả phế tích cung điện Giuseppe Tomasi di Lampedusa, Palazzo Filangeri-Cutò. 